# Pfarrkirche Deutsch-Brodersdorf

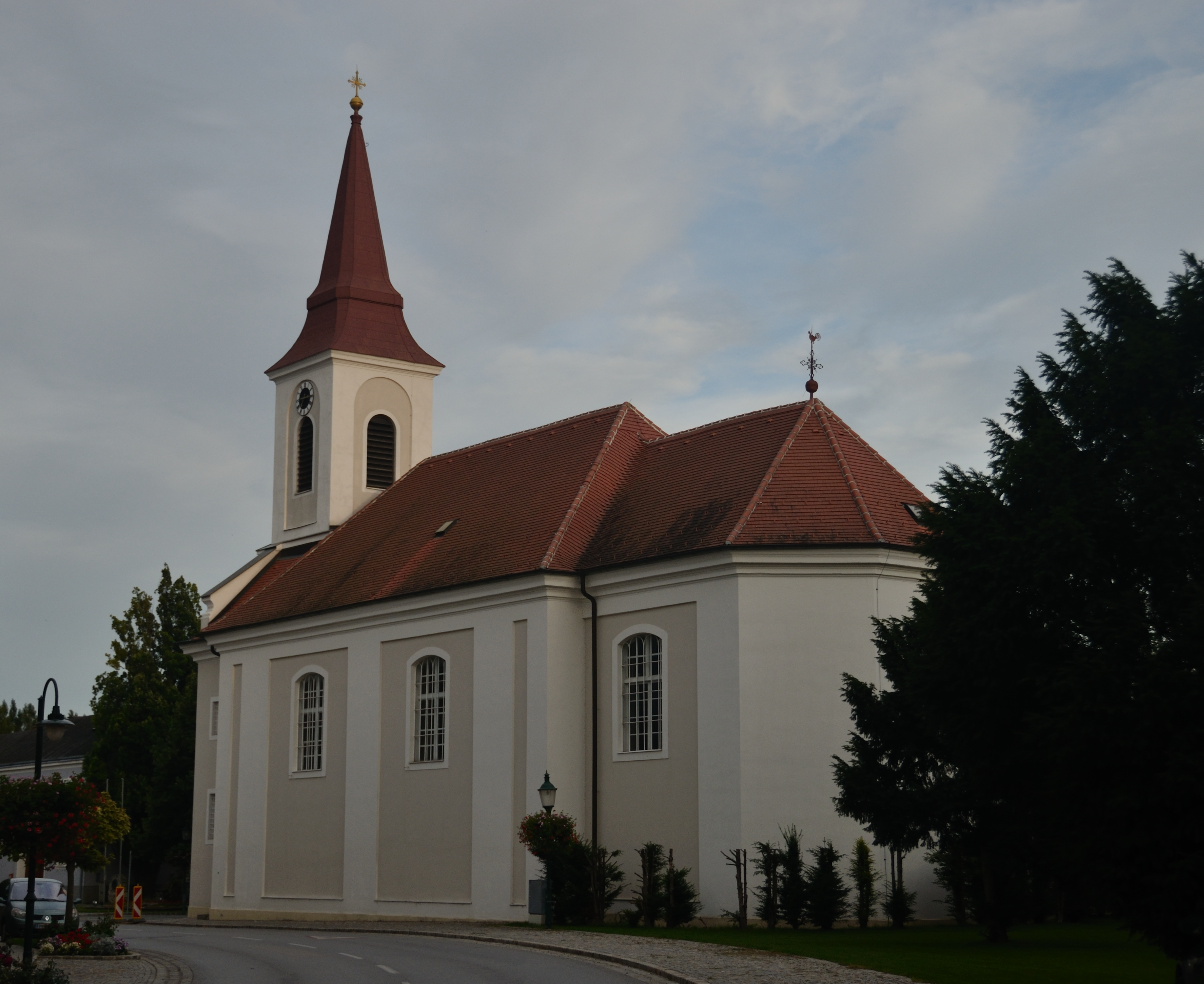
Katholische Pfarrkirche Hll. Philippus und Jakobus in Deutsch-Brodersdorf

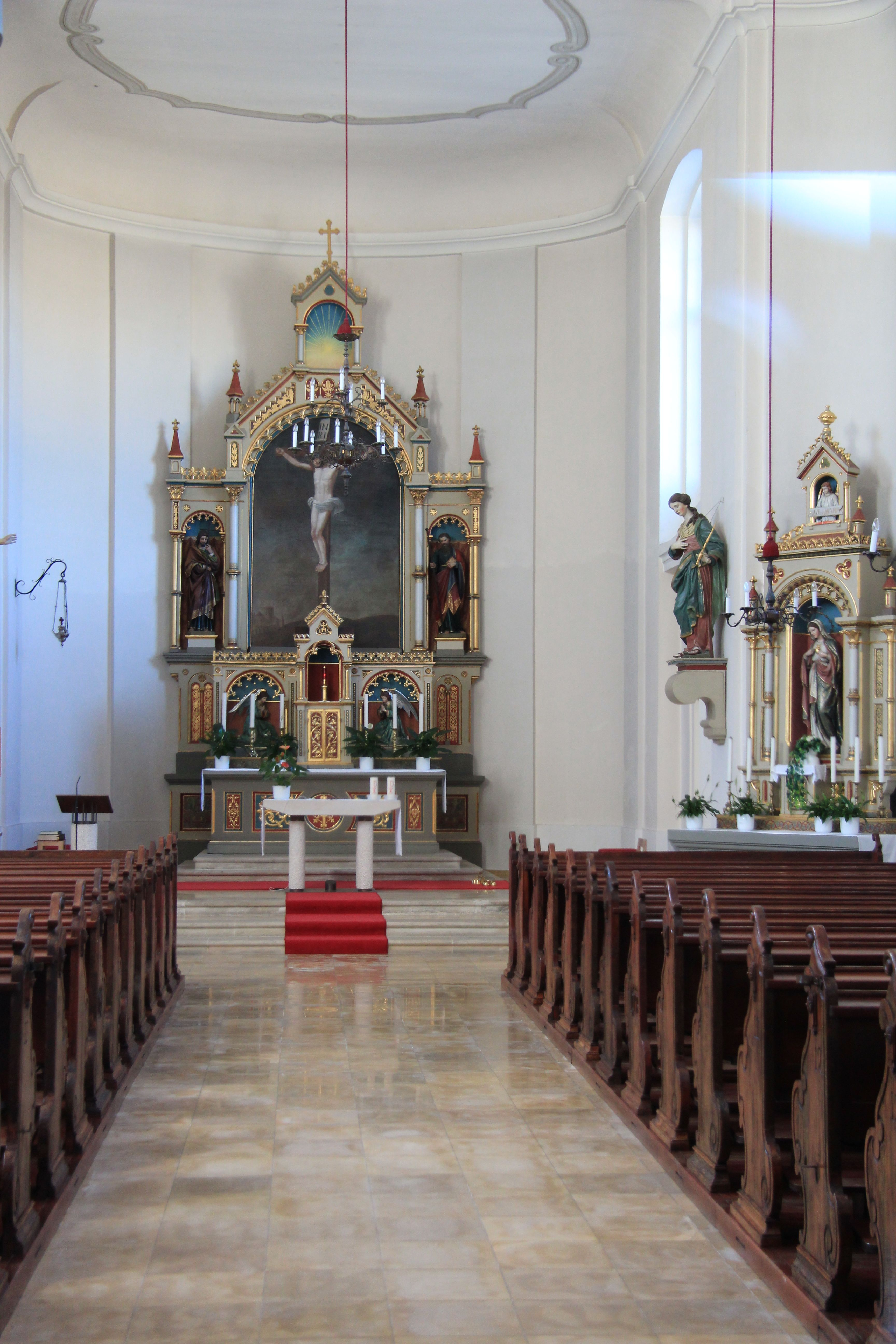
Langhaus, Blick zum Chor

Die römisch-katholische Pfarrkirche Deutsch-Brodersdorf steht östlich vom Schloss Brodersdorf am westlichen Ortsende von Deutsch-Brodersdorf in der Marktgemeinde Seibersdorf im Bezirk Baden in Niederösterreich. Die dem Patrozinium der Heiligen Philippus und Jakobus unterstellte Pfarrkirche gehört zum Dekanat Weigelsdorf in der Erzdiözese Wien. Die Kirche steht unter Denkmalschutz (Listeneintrag).

## Geschichte
An der Stelle einer im Türkenkrieg 1683 zerstörten Kirche wurde 1696 eine Kapelle wiedererrichtet. 1783 eine Pfarre wurde von 1792 bis 1794 eine Josephinische Saalkirche erbaut.

## Architektur
Der nach Westen ausgerichtete Kirchenbau hat ein hohes Langhaus unter einem Satteldach, die Fassaden zeigen eine Putzrahmengliederung, ein profiliertes umlaufendes Traufgesims und Segmentbogenfenster. Die Ostturmfront hat einen Mittelrisalit, ein Portal mit einem Steingewände und einer geraden Verdachung über Volutenkonsolen, darüber Segmentbogenfenster. Der zweizonige Turmaufsatz zwischen geraden Giebelschenkeln hat eine Putzrahmengliederung und rundbogige Schallfenster, er trägt einen geschweiften Spitzhelm. Der eingezogene etwas niedrigere Chor hat einen flachen Dreiseitschluss und Segmentbogenfenster. Die südliche Sakristei unter einem Walmdach ist zweigeschoßig mit einem Oratorium.
Es gibt eine kleine Nischenstatue der Madonna aus der zweiten Hälfte des 18. Jahrhunderts.
Das Kircheninnere zeigt ein Langhaus mit einschwingenden gerundeten Ecken und einen leicht erhöhten Chor mit einem gerundeten Schluss. Langhaus und Chor haben Wände mit einer einheitlichen Lisenengliederung und Flachdecken über einer Kehlung. Die östliche Orgelempore steht auf Gusseisensäulen. Das pilastergerahmte Portal zur Sakristei hat eine Steinrahmung. Das Turmerdgeschoß hat ein Platzlgewölbe.

## Einrichtung
Der Hochaltar als neogotisches Wandretabel entstand im Ende des 19. Jahrhunderts, er zeigt als Altarblatt die Kreuzigung flankiert von kleineren Bilder der Heiligen Philippus und Jakobus, und im Aufsatz das barocke Gnadenbild der Madonna von Czenstochau. Der Altartisch trägt einen Tabernakel mit adorierenden Engelsstatuen.
Der neogotische Seitenaltar als gestuftes Nischenretabel mit Halbsäulen trägt die Statue Herz Mariä.
Die barocke Hängekanzel entstand im zweiten Viertel des 18. Jahrhunderts, der Korb zeigt reiches Gitterwerk, Akanthusblätter und das Wappen von Kastilien, der Schalldeckel mit Lambrequins und Voluten trägt eine Statue des hl. Paulus.
Die Orgel baute Franz Strommer 1890. Eine Glocke goss Franz Josef Scheichel 1769. Zwei Glocken goss Pfundner 1954.

## Grabdenkmäler
Zwei Gedenksteine unter der Empore:
- Links anlässlich des Wiederaufbaus nach der Zerstörung durch die Türken 1683 zu Franziskus Winandus von Bertram 1696.
- Rechts anlässlich der Stiftung von Pfarre und Schule unter Kaiser Joseph II. 1783 und der Kirchenerbauung unter den Kaisern Leopold II. und Franz II. 1794.
- Wappengrabstein zu Johann Baptista Freiherr von Nobis, gestorben 1684.
- Wappengrabstein zu Franz Winand Herr von Bertram, gestorben 1712.